# CV Torrelavega
CV Torrelavega är en volleybollklubb från Torrelavega, Spanien. Klubben grundades 1966. Laget har blivit spanska mästare en gång (1978-1979) och vunnit spanska cupen två gånger (1979 och 1980).